# Tonkinoscaris
Tonkinoscaris is een geslacht van kevers uit de familie van de loopkevers (Carabidae). De wetenschappelijke naam van het geslacht is voor het eerst geldig gepubliceerd in 1956 door Banninger.

## Soorten
Het geslacht Tonkinoscaris is monotypisch en omvat slechts de volgende soort:
- Tonkinoscaris excisicollis Banninger, 1956